# Arthon
Arthon é uma comuna francesa na região administrativa do Centro, no departamento Indre. Estende-se por uma área de 47,47 km². Em 2010 a comuna tinha 1 279 habitantes (densidade: 26,9 hab./km²).